# Sagaholmshögen

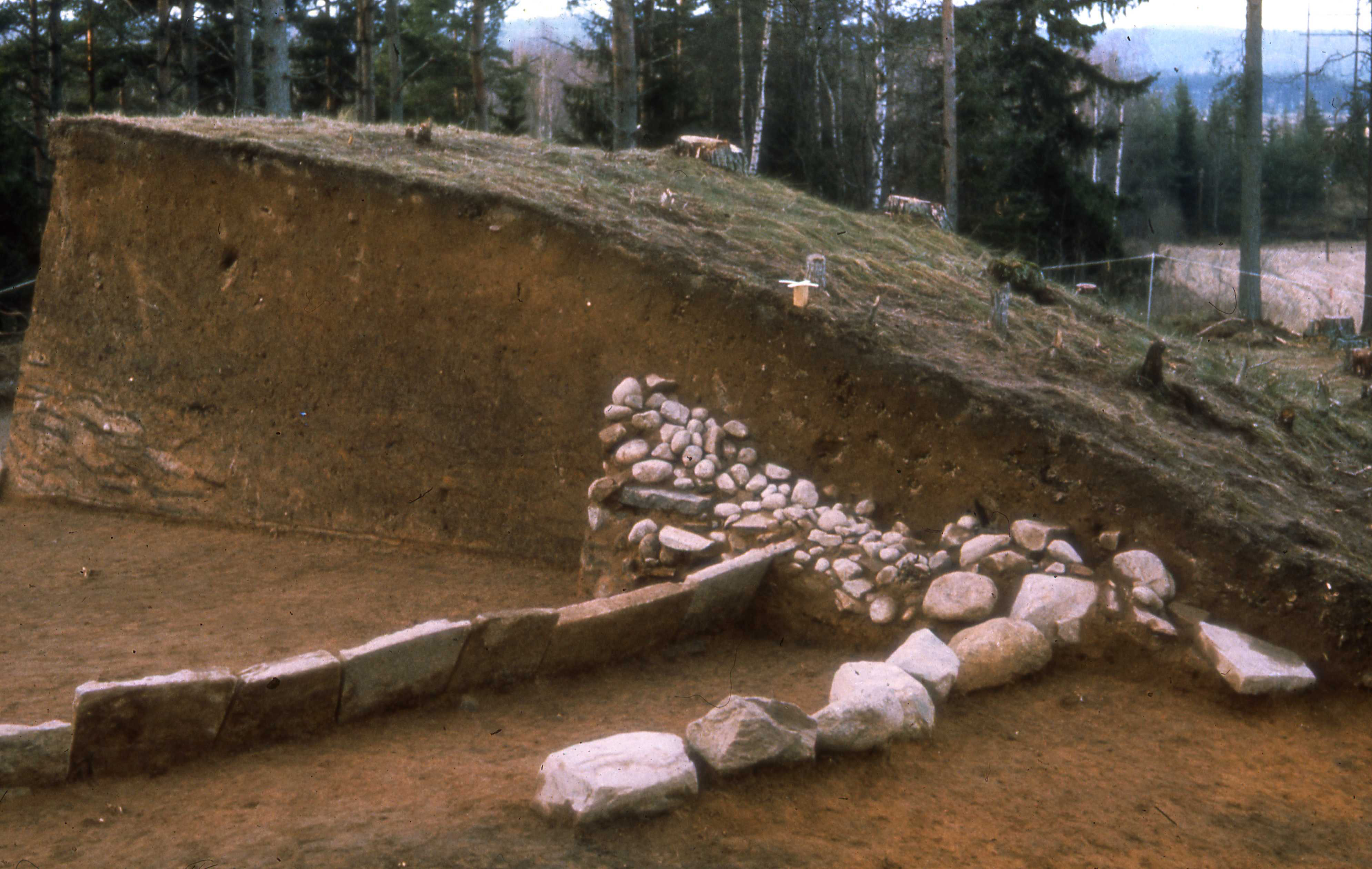
Sagaholmshögen under utgrävning (profil B-B1, den östra delen). Från sydost (Foto Anders Wihlborg 1971)

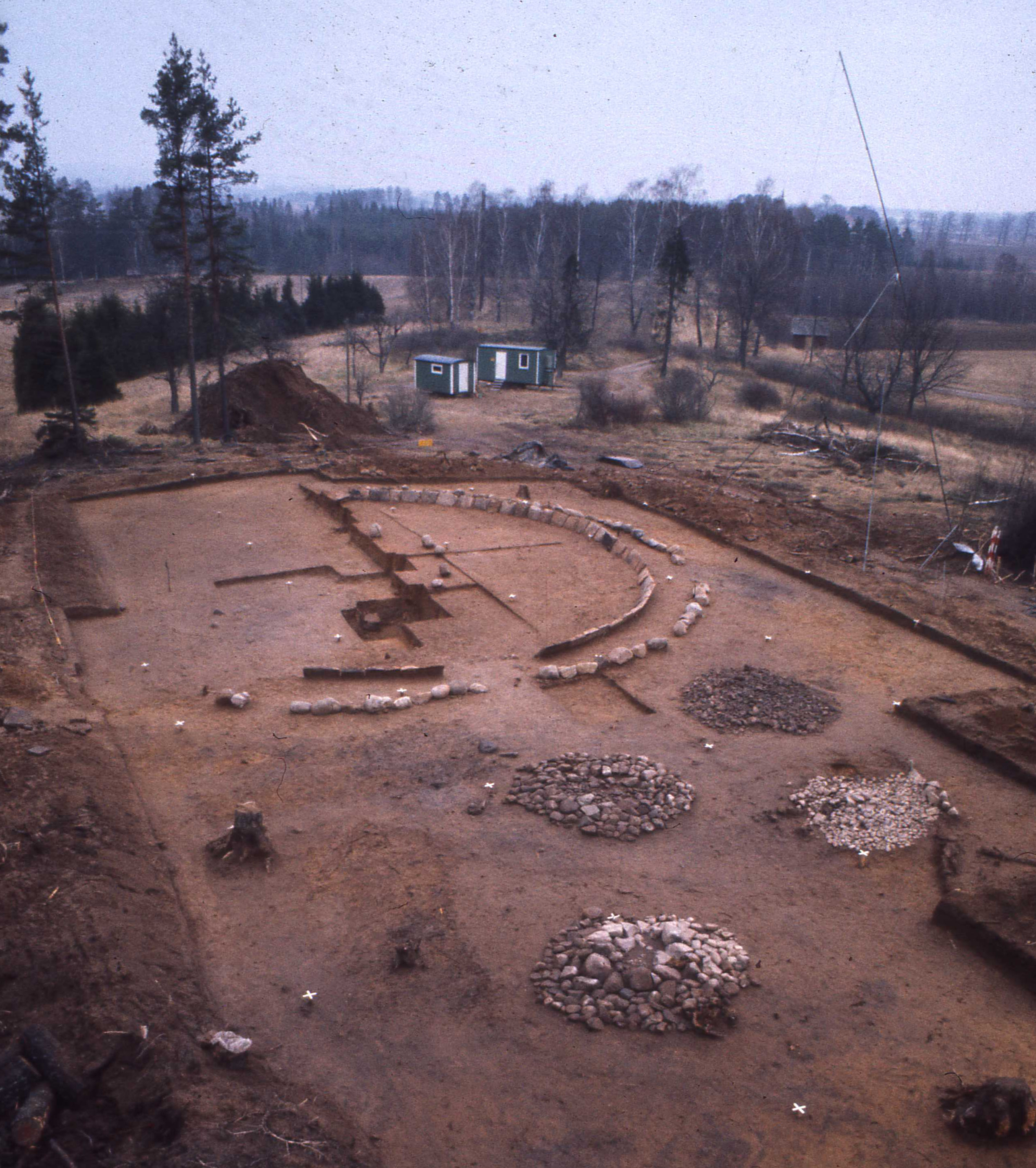
Sagaholmshögens utbredning och fyra stensättningar från järnåldern. Från söder (Foto Anders Wihlborg 1971)

Sagaholmshögen är en gravhög från bronsåldern som var belägen i Ljungarums socken, idag inom tätorten Jönköping. 

## Historik
Sagaholmshögen undersöktes 1971 och visade sig innehålla ett av norra Europas viktigaste slutna fynd av hällristningar. Gravhögen var till stora delar bortgrävd redan före undersökningen, bland annat på grund av att den använts som grustäkt. Vid den arkeologiska undersökningen återstod inget av själva gravgömman. Högen, som ursprungligen varit ungefär 23 meter i diameter och uppbyggd av sandiga grästorvor, visade sig ha tre kantkedjor, den inre och yttre i form av klumpstenar och den mittersta bestående av fint tillhuggna sandstenshällar. Hällarna lutade svagt utåt med en noggrann passning till varandra. Sandstenshällarna och den yttre kantkedjan var täckta med ett ca 3 meter brett stenbräm.

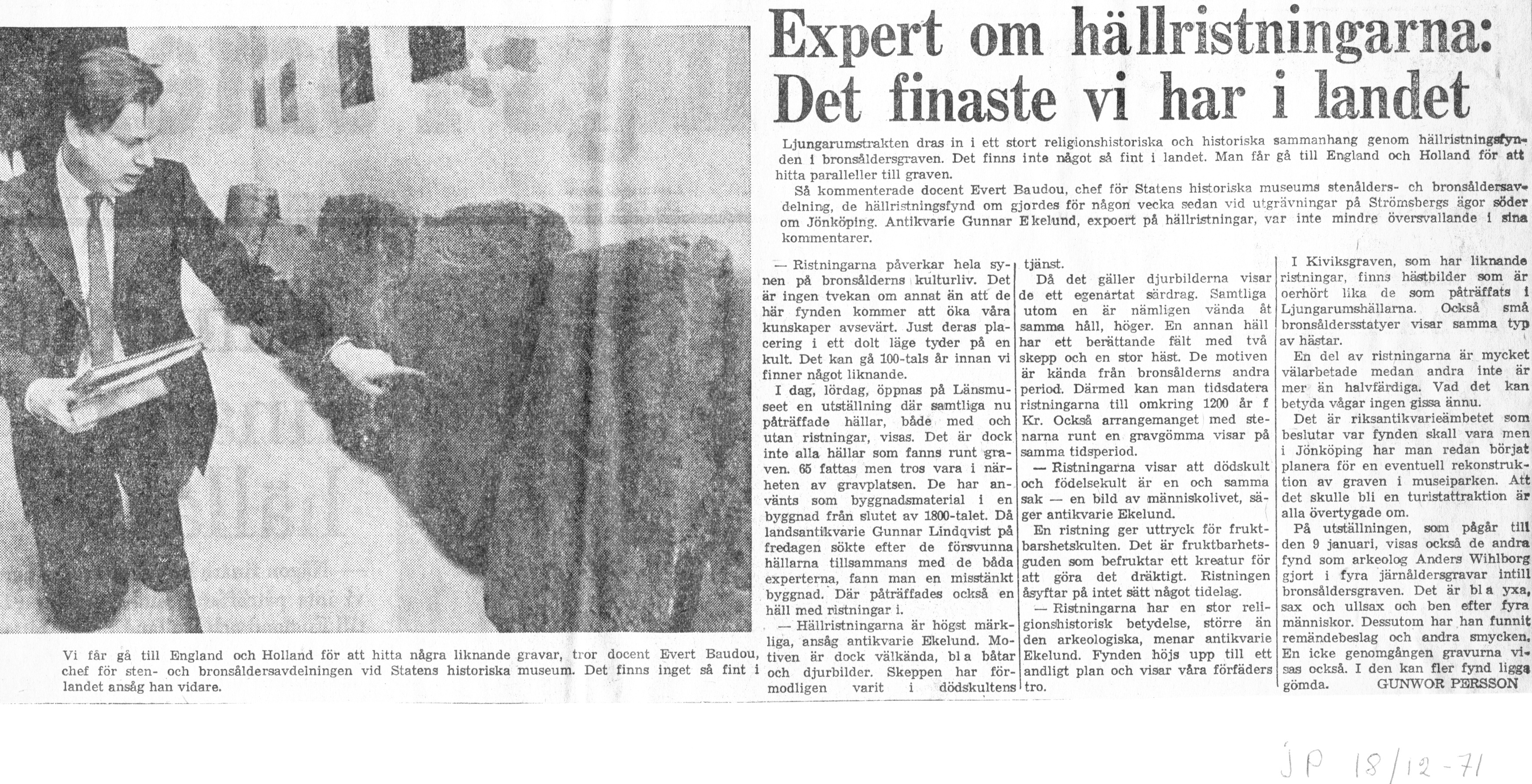
Jönköpingsposten 18 december 1971

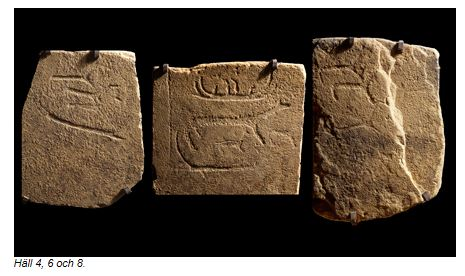
Tre av Sagaholmshögens ristade stenhällar. (Foto: G Sandstedt, Jönköpings läns museum)

När man upptäckte att flera av sandstenshällarna på utsidan var försedda med hällristningar var sensationen ett faktum. Av de 45 återstående hällarna i kantkedjan var 15 ristade med skepp, hästar, hjortdjur och människofigurer. Hur många ristade hällar som ursprungligen funnits i kantkedjan är okänt, men i en intilliggande jordkällare påträffades efter undersökningen ytterligare tre sandstenshällar med figurristningar. Kantkedjan, som mätte ungefär 17 meter i diameter, kan ursprungligen ha bestått av drygt 100 sandstenshällar.
De ristade sandstenshällarna kan ha ingått i en gravritual, där begrepp som återfödelse, inte minst genom solens ständiga pånyttfödelse, och skapelsemyter är centrala.
Sagaholmshögen är en av ett dussintal stora gravhögar som man känner till, från södra Vätterbygden. De visar att det här har funnits en rik bronsåldersbygd med kopplingar bland annat till Sydskandinavien. Mellan 1932 och 1940 undersöktes fem gravhögar inför anläggandet av Jönköpings dåvarande flygplats. Högarna var samtliga mer eller mindre plundrade, men kunde ändå dateras till bronsåldern genom tillvaratagna fynd. Idag finns det tre högar kvar som minner om de människor som befolkade trakten för mer än tretusen år sedan – Lustigkulle på Liljeholmen, Domarhögen på Gräshagen och Dödskallehöjden på Råslätt.
Sagaholmshögen låg ungefär vid adressen Herkulesvägen 52 i Jönköping.

## Den arkeologiska undersökningen av Sagaholmshögen hösten 1971 (Wihlborg 1972–2004)

### Bakgrund
Anledningen till att Sagaholmshögen arkeologiskt undersöktes var att Jönköpings kommun planerade att exploatera det aktuella området för industriell verksamhet. Högen och det omgivande kulturlandskapet skulle därför helt omgestaltas. Det innebar att högen måste undersökas och tas bort. Av den ursprungliga högen återstod cirka en tredjedel. Kommunens ansökan om tillstånd enligt Kulturminneslagen beviljades av Riksantikvarieämbetet (numera Länsstyrelsen och Kulturmiljölagen), trots att högen var ett av de få kvarvarande exemplen på de talrika bronsåldersgravar av sydskandinavisk modell, som tidigare funnits i Jönköpingstrakten. Om högen varit någorlunda intakt hade tillstånd sannolikt inte medgivits. Tidigare undersökningar av traktens bronsålderhögar var knapphändigt dokumenterade. En arkeologisk undersökning ansågs mot den bakgrunden ha ett stort vetenskapligt värde.

### Landskapet
Grävningsplatsen var belägen i utkanten av ett skogsområde ca en halv mil söder om Jönköping. I sydöst gränsade platsen till en åker. Området var helt övervuxet av bl.a. tall, gran och björk. Högen, som var upptagen som fornlämning nr 20 (numera  Jönköping 20:1]) i Riksantikvarieämbetets fornminnesregister, låg på en naturlig förhöjning (ca 115 meter över havet), dock inte på områdets högsta punkt, en placering som ofta eftersträvades av högbyggarna under bronsåldern.

### Jönköpings läns museum
Den arkeologiska undersökningen av Sagaholmshögen var planerad att genomföras av Jens Beckmose från Jönköpings läns museum. Eftersom han var tvungen att slutföra sin arkeologiska examen i Köpenhamn lånades personal (Anders Wihlborg) till undersökningen från Riksantikvarieämbetet UV Syd i Lund. Skadade bronsåldershögar hade tidigare undersökts i Skåne och ytterligare ett antal högar kom att undersökas av denna institution under 1970-talets första hälft. Fornlämningstypen är mycket vanligt förekommande i det skånska slättlandskapet och en karaktärsfornlämning i flera skånska riksintressen för Kulturmiljövården.

### Undersökningen

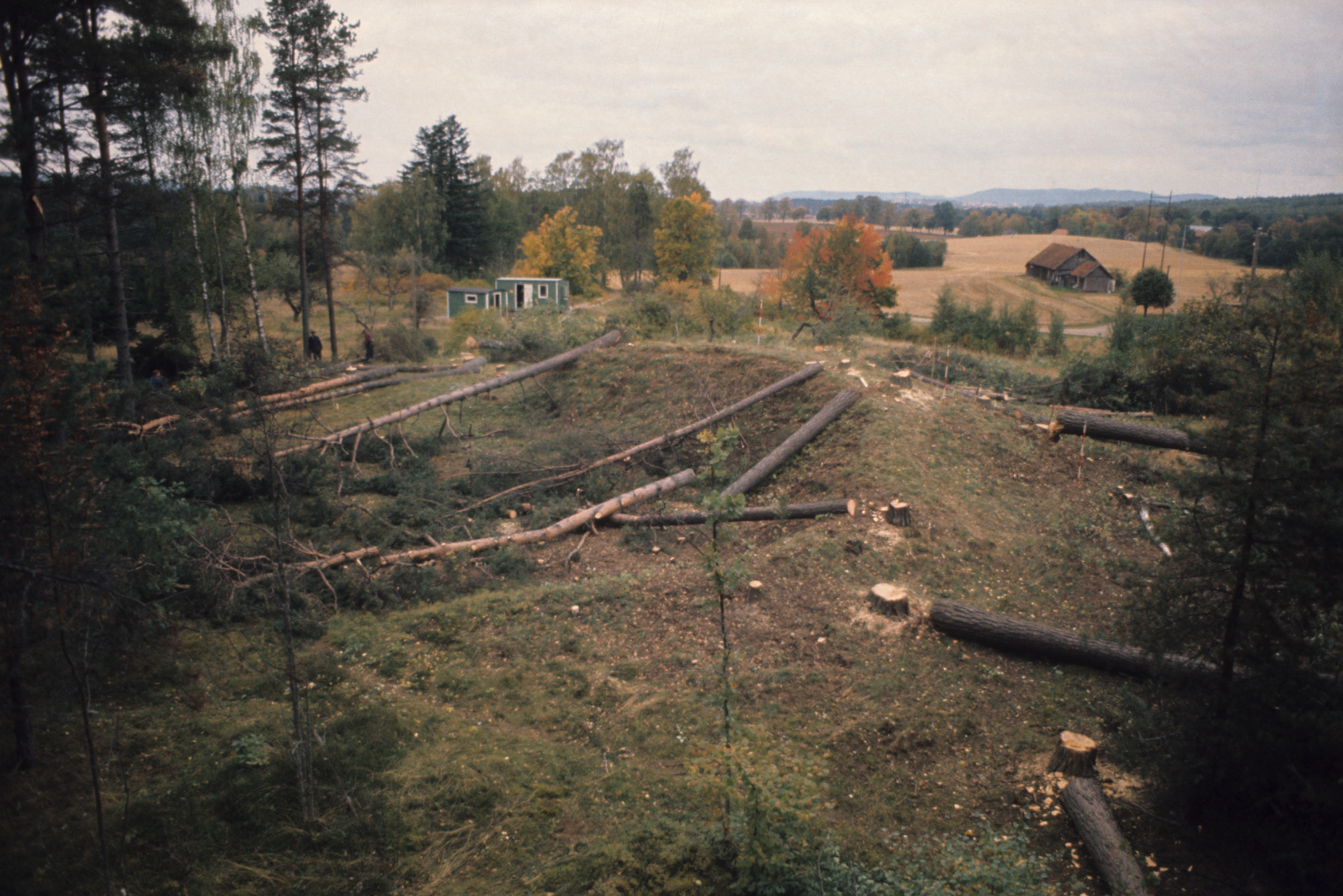
Sagaholmshögen under röjning av buskar och träd. Från söder (Foto Anders Wihlborg 1971)

Undersökningen inleddes med att den övervuxna högen och området runtomkring röjdes från buskar och träd. Det framgick då att endast en mindre del av den ursprungliga högen (ca 22-23 meter i diameter och ca 3-4 meter hög) återstod. Av Jönköpings länsmuseums arkiv framgick det att den bland annat skadats genom grustäkt. Ytterligare ett antal högar hade funnits i närområdet men tidigare grävts bort. Att det överhuvudtaget blev något kvar av Sagaholmshögen beror sannolikt på den ägogräns som gick tvärs över högen. Den bevarade delen låg i gården Sagaholms trädgård. Av Jönköpings-Posten framgår att Riksantikvarieämbetet vid 1920-talets slut förordade en undersökning eller restaurering av den skadade högen. Av ekonomiska orsaker valdes det senare alternativet.

#### Längdprofil A-A1

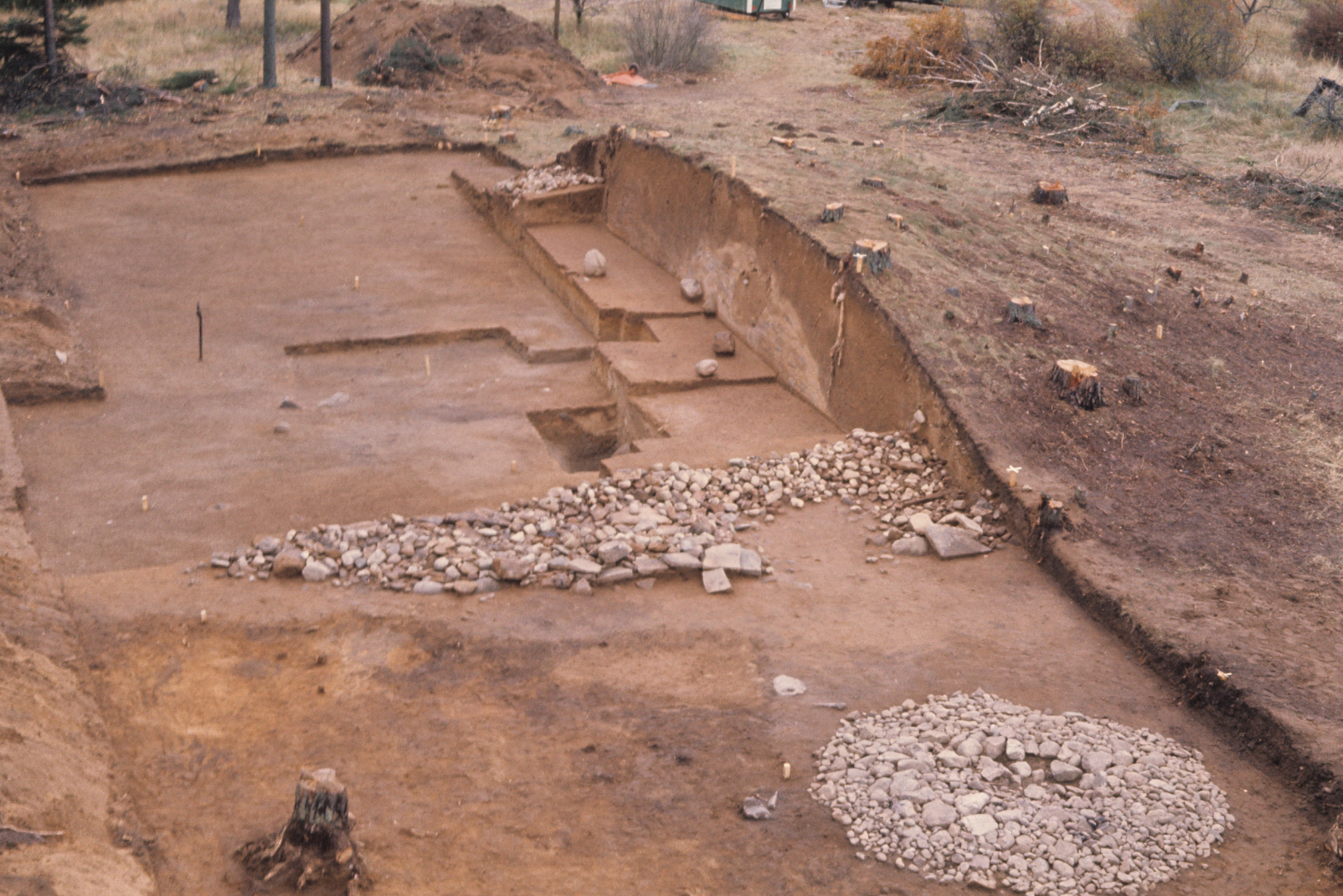
Längdprofilen A-A1. Från söder (Foto Anders Wihlborg 1971)

För att klargöra vad som återstod av gravhögen grävdes ett längdsnitt och framrensades en profil genom högen. Den visade att den västra delen av högen var helt bortgrävd. Det framgick också var den ursprungliga marknivån var belägen och att högen var uppbyggd av torvor, sand och sten. Även ett yttäckande flerskiktat bräm av knytnävsstora stenar beläget i högens ytterområde kunde konstateras.

#### Tvärprofil B-B1

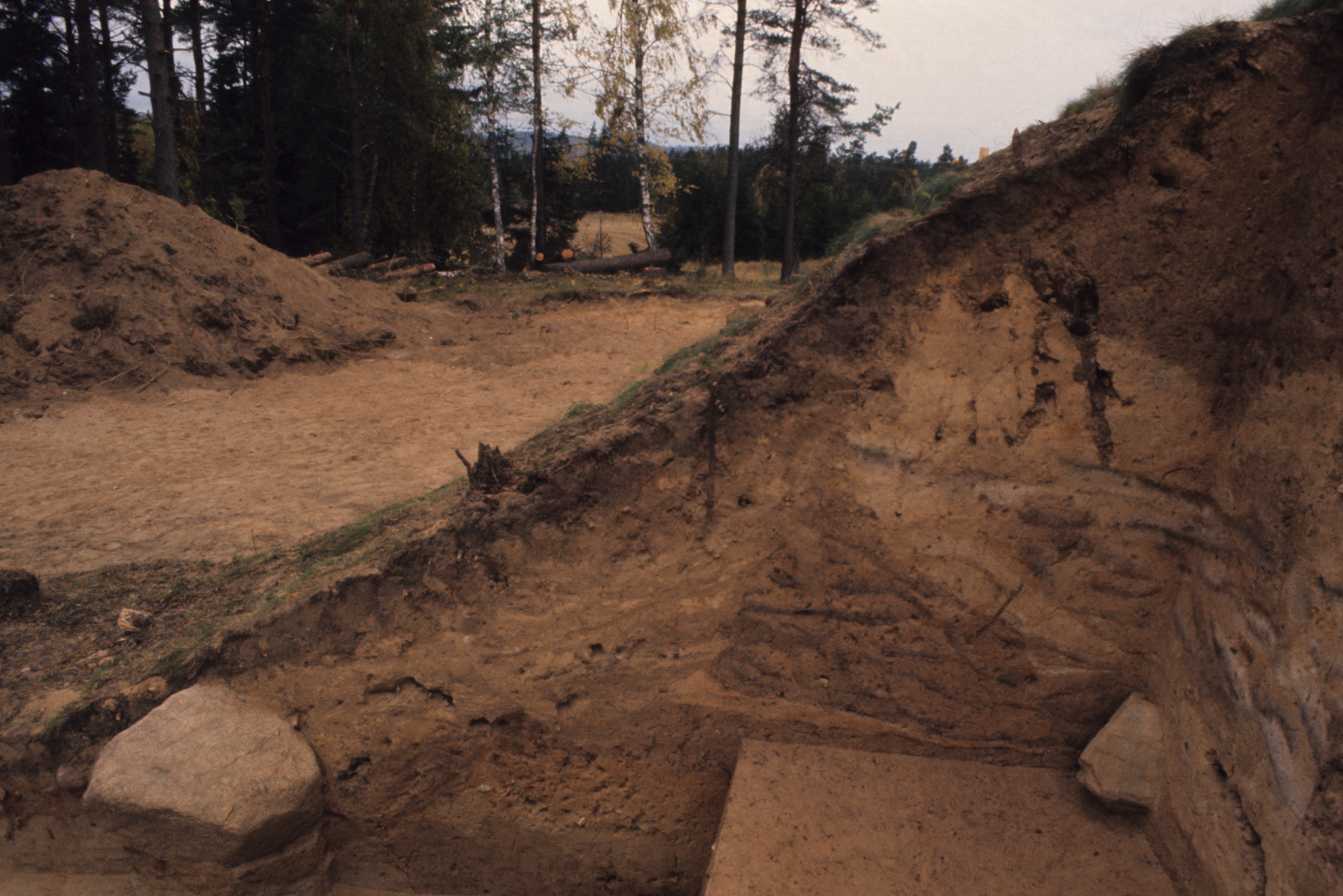
Den västra delen av Tvärprofilen B-B1. Från söder (Foto Anders Wihlborg 1971)

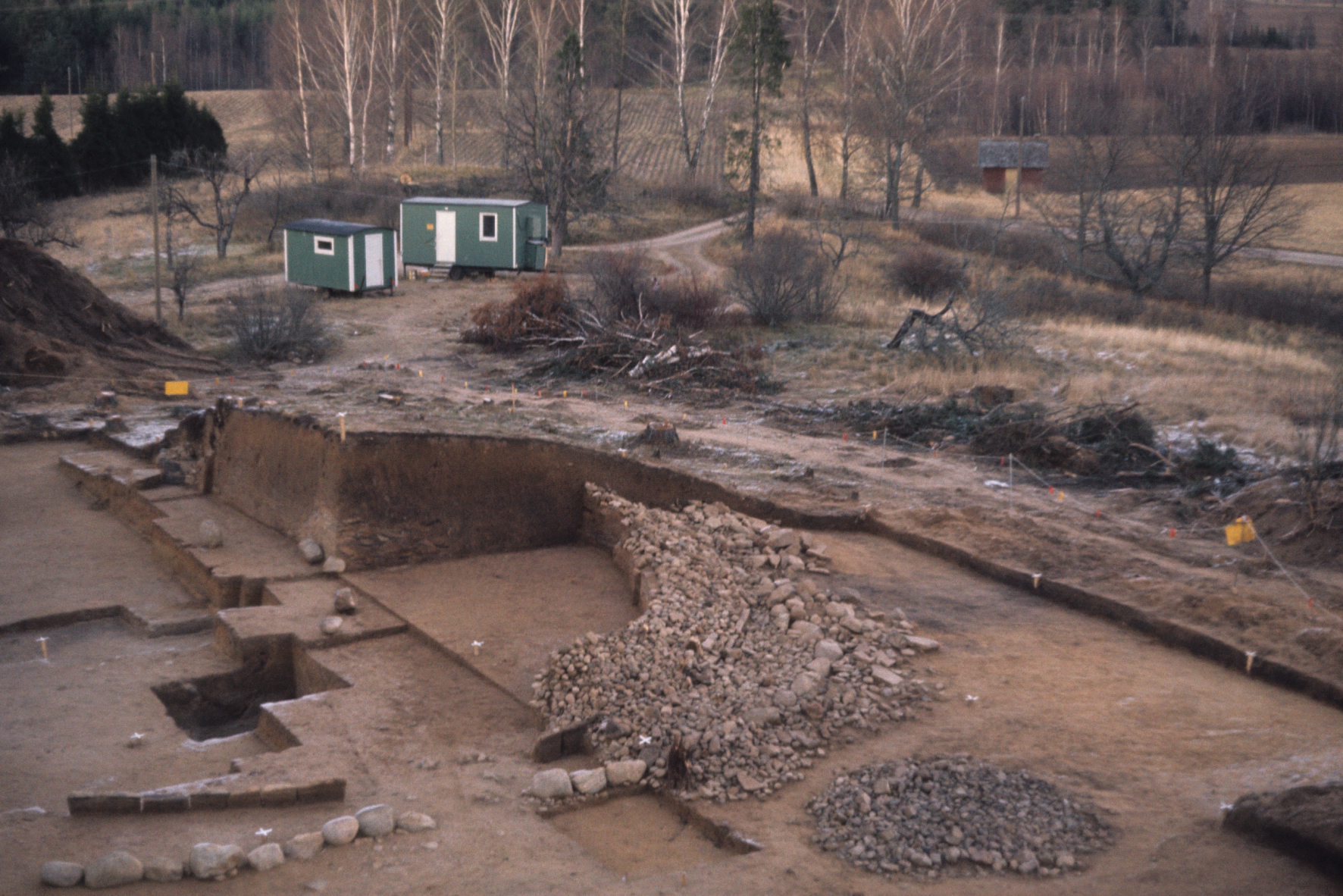
Högens södra del under utgrävning. Från söder (Foto Anders Wihlborg 1971)

För att planera det fortsatta upplägget av undersökningen var det betydelsefullt att klargöra skadan i fornlämningens centrum. Därför rensades en profil B-B1 fram. Det innebar att högfyllningen på den södra delen av högen först grävdes bort, ner till den ursprungliga marknivån. Därvid frilades högens kantkedjor av sandsten och av klumpstenar. Även några tidigare okända stensättningar från järnåldern påträffades belägna söder om högen. Av Profil B-B1 framgick var gränsen mellan ursprunglig hög och den vid restaureringen påförda jorden gick. Den visade också att det västra partiet låg en dryg halvmeter under den forntida markytan, på vilken högen byggts. Slutsatsen blev att ytan väster om anläggningen utgjordes av stenar i sekundära lägen och recenta nedgrävningar.

#### Friläggandet av den forntida markytan
Efter att profil B-B1 dokumenterats grävdes den norra, resterande högfyllningen och brämet bort ner till den ursprungliga markytan därvid frilades högens samtliga kantkedjor och de söder om högen belägna stensättningarna från järnåldern.
Undersökningen av Sagaholmshögen plandokumenterades efter friläggningen genom tornfotografering. Det var en metod för lodfotografering, som hade utarbetats av arkeologer på Gotland under slutet av 1940-talet. Tornet var då 8-10 meter högt och tillverkat av tvåtums hyvlad rundstav. En av fördelarna med metoden var att varje framrensat skikt snabbt kunde fotograferas (arbetsbilder). Riksantikvarieämbetets undersökningsverksamhet tog på 1960-talet fram ett 16 meter högt torn av lättmetall som framförallt användes vid dokumentation av rösegravfält i Mellansverige. Fem gånger fem meter stora rutor avfotograferades och kopiorna sammanställdes till kartor i önskad skala (1:50 eller 1:100).

### Resultat
Sagaholmshögen, som haft en ursprunglig diameter på ca 22-23 meter och en höjd på ca 3-4 meter, var så skadad att ingenting av den primära begravningen fanns kvar. Inte heller påträffades några sekundära gravar från bronsåldern. Högen avslöjade emellertid byggnadstekniska detaljer: 

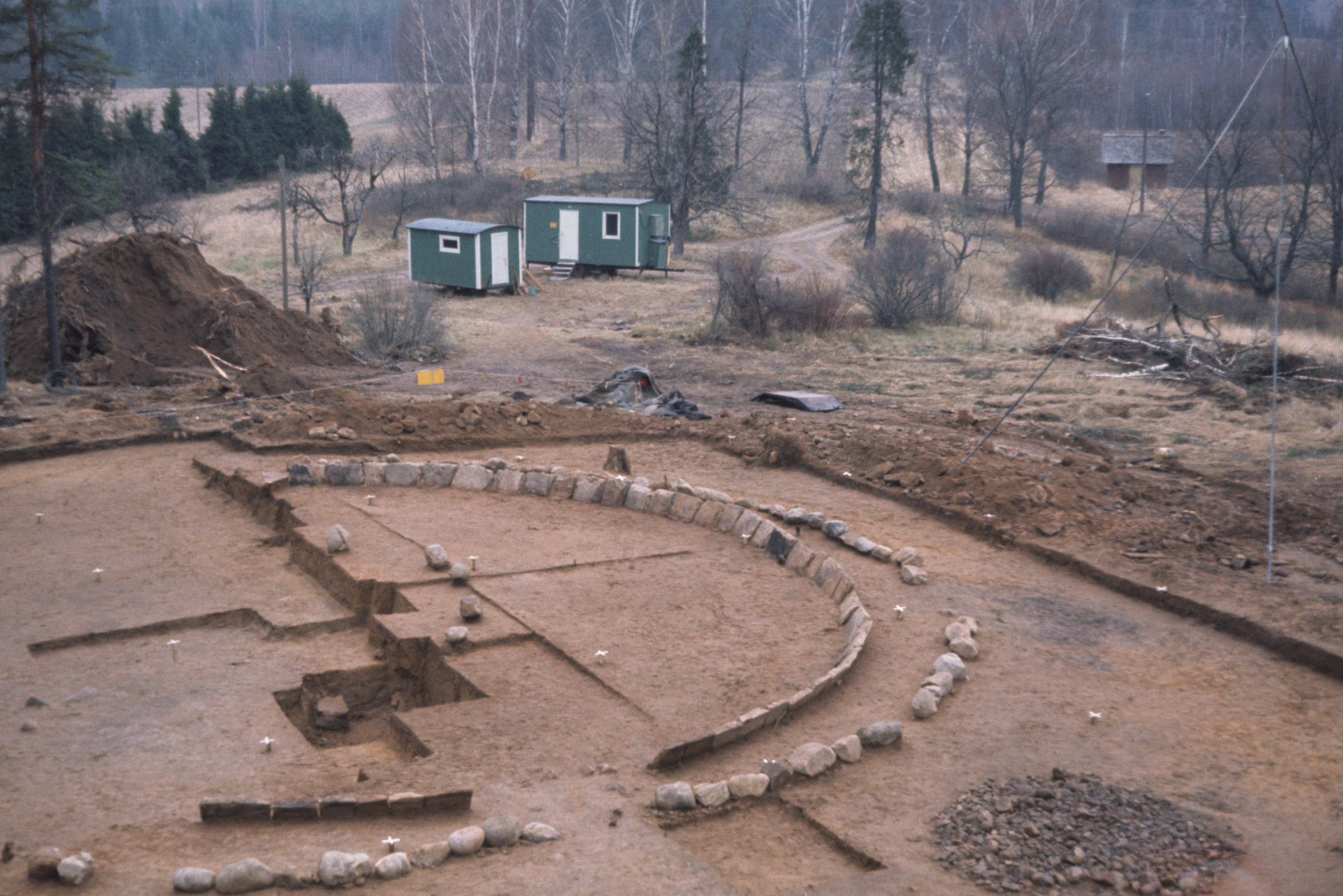
Sagaholmhögens kantkedjor. Fototornet syns till höger i bilden. Från söder (Foto Anders Wihlborg 1971)

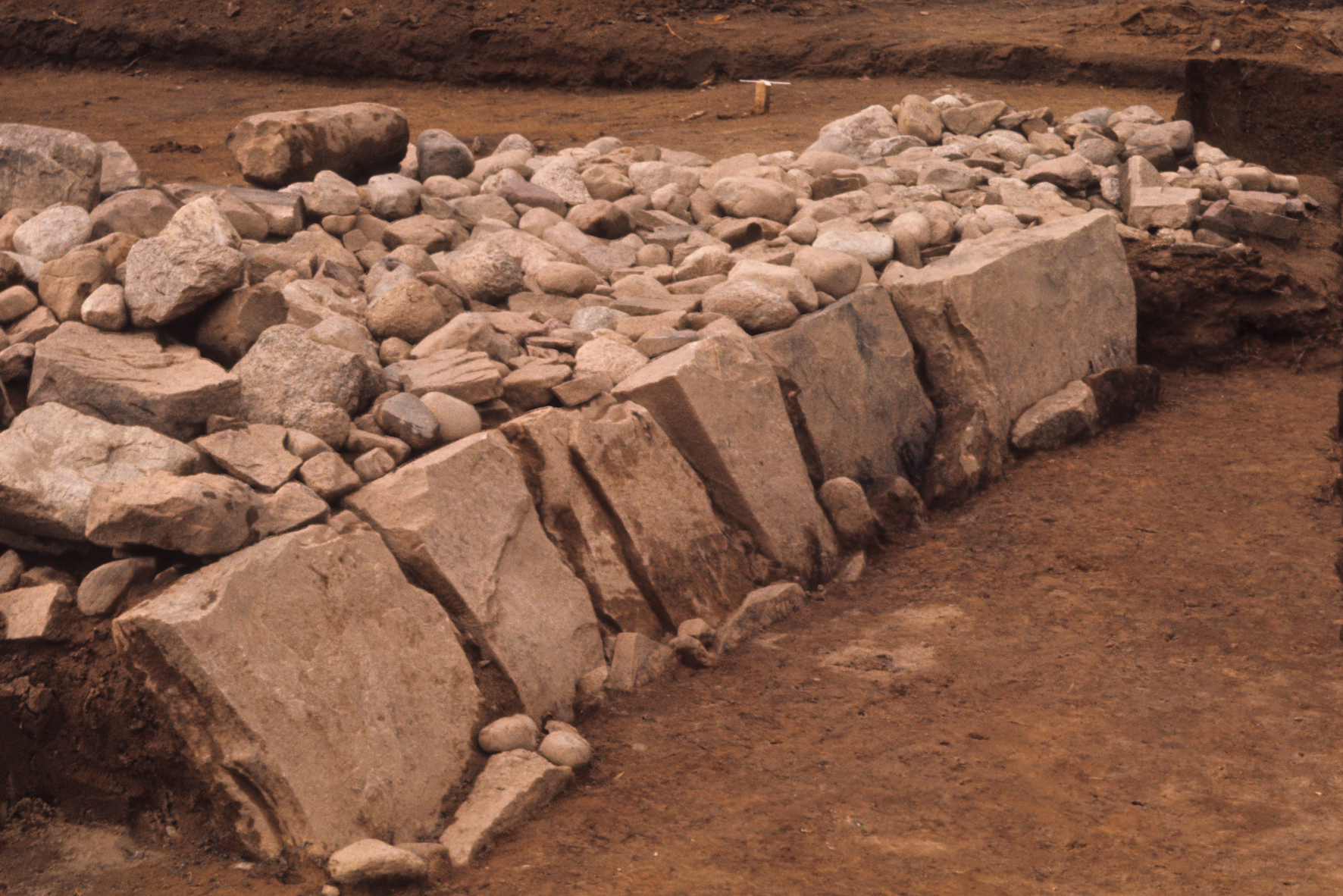
Den mellersta, nedgrävda och snedställda kantkedjan av sandstenshällar. Från nordost (Foto Anders Wihlborg 1971)

Den inre kantkedjan bestod av fem återstående glest lagda klumpstenar. Fyra av dem låg direkt på den forntida markytan, men den femte (norra) var rest.
Den mellersta kantkedjan var uppbyggd av kantställda utåtlutande sandstenshällar, som med stor precision fogats intill varandra sida vid sida. De för ändamålet tillhuggna stenarna var nergrävda i marken och där fixerade med mindre stenar. 45 hällar återstod på ca 1/3 av dessa fanns inristade hällristningar.
Den yttre kantkedjan bestod av större klumpstenar lagda i längdriktningen. 68 stenar återstod.
Det flerskiktade brämet, som var uppbyggt av mindre klumpstenar och enstaka sandstenshällar täckte den mellersta och bitvis även den yttre kantkedjan. Det kilformade brämet hade en största höjd av ca 1 meter och var ca 3 meter brett.
Högfyllningen utgjordes i högens centrum av grästorvor från sandig jord. I övriga delar hade  sannolikt lös sand använts eftersom ingen torvstruktur kunde iakttas.

### Datering
Några träkolsbitar som låg centralt under högfyllningen tillvaratogs vid undersökningen. De åldersbestämdes vid en C14-datering till 3265 +- 130 B.P. (Before Present), vilket placerar Sagaholmshögen i den äldre bronsåldern (1475-1215 f.Kr). Senare tids forskning i Danmark har visat att storhögar från bronsåldern huvudsakligen uppfördes under ett par hundra år under den äldre bronsåldern, vilket stämmer väl in med dateringen av Sagaholmshögen.

## Sammanfattande synpunkter på den arkeologiska undersökningen

### Storhögar från bronsåldern
Sagaholmshögen tillhör en fornlämningstyp, som har sin största utbredning i södra Skandinavien d.v.s. Danmark, Skåne och Halland. Storhögar från bronsåldern förekommer även i andra delar av Sverige, men i begränsad omfattning. Mest kända är dock de danska gravarna med sina tidvis välbevarade ekstamskistor, där de begravda placerats i olika klädedräkter och ibland med rikliga gravgåvor av brons och andra material. Merparten av dessa kistor påträffades under 1800-talet i samband med jordbruksarbeten och flertalet är endast skissartat dokumenterade. Det gäller även de undersökningar av högar som genomförts i Sverige. Även dessa utfördes under 1800-talet och tidigt 1900-tal. Det finns därför inte mycket att jämföra med när det gäller anläggandet av Sagaholmshögen och dess uppbyggnad. Ett undantag är dock Rolf Petrés artikel om en undersökt gravhög i Nymölla i norra Skåne.
Ett flertal moderna undersökningar av storhögar har genomförts i Danmark under senare år. En av dessa är Skelhøj, som var belägen i ett gravstråksområde vid Konge å i södra Jylland. Den undersöktes 2002–2004 och visade bland annat hur högen uppförts och organisationen bakom arbetet. Författarna uppskattar att minst 50 000 gravhögar uppfördes i Danmark under en kort period under den äldre bronsåldern (1500–1150 f.Kr). Detta kan ha medfört att ca. 120 000–150 000 hektar av den tidens produktiva gräsmarker förstördes. Samtidigt med högarna byggdes mycket stora långhus i trä, vilket fick stor påverkan på skogsbeståndet. Detta talar för att det under denna tid fanns en elit som dominerade samhället och som också hade kontroll över dess resurser. Uppskattningsvis var det ca 10-20 % av den tidens befolkningen som begravdes i högar.

### Anläggandet av Sagaholmshögen

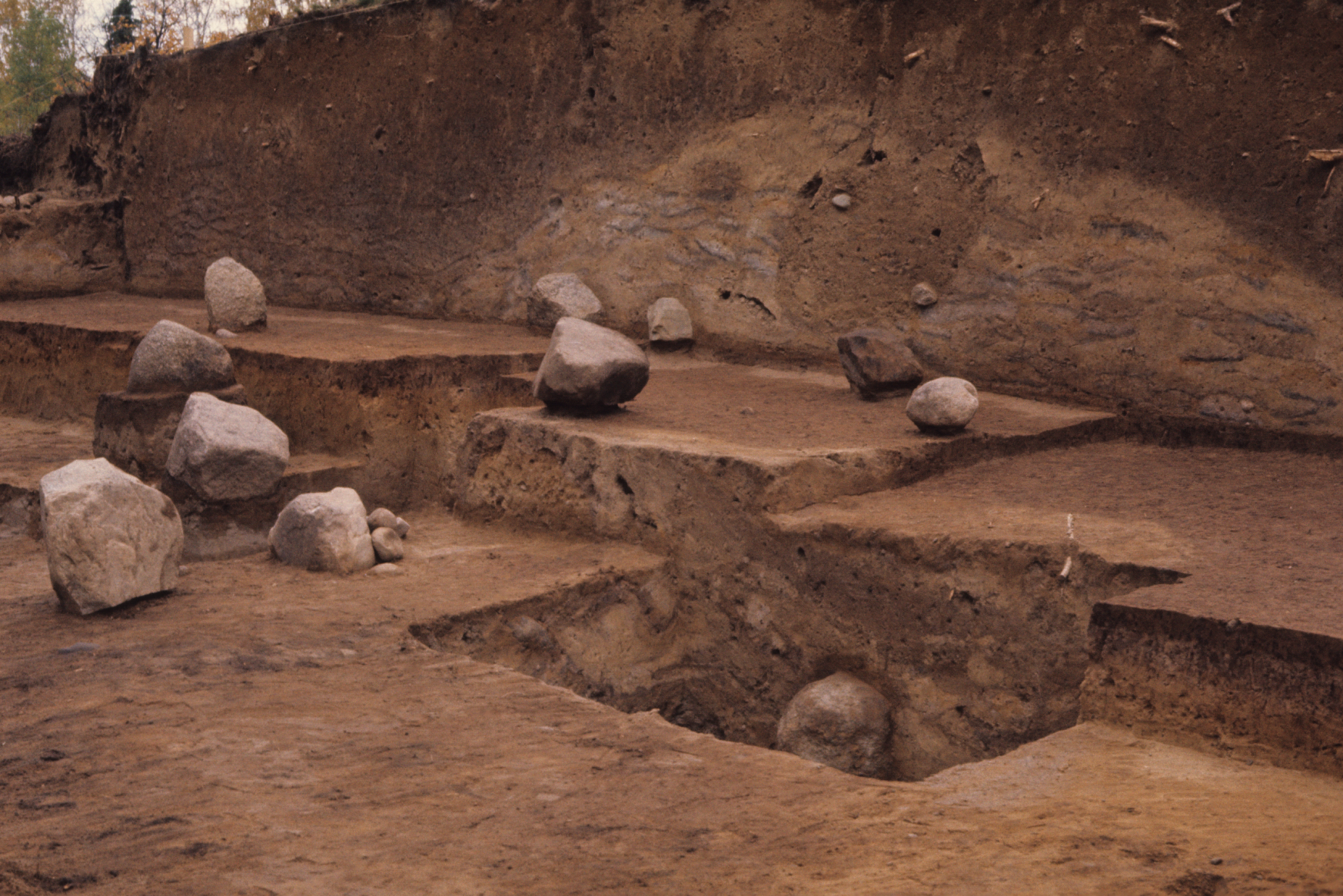
Recent belägna stenar i anslutning till den inre kantkedjan. Från sydväst (Foto Anders Wihlborg 1971)

Gravhögar stora som små har ofta s.k. kantkedjor, vilka ofta är belägna i högens yttre del. Dessa har tolkats som att de kan ha haft en symbolisk eller rituell betydelse för högbyggarna. En annan aspekt är att dessa sannolikt även kan ha fungerat som en markering och ett hjälpmedel vid byggandet av de runda högarna. Inför uppförandet av Sagaholmshögen har området initialt torvats av och nivellerats. Därefter har den mellersta kantkedjan av sandstenshällar uppförts alternativt markerats visuellt för att senare byggas. Denna liksom övriga kantkedjor i Sagaholmshögen har ursprungligen varit slutna, inte med saknade stenar som vissa teckningar och rekonstruktioner gör gällande. Avbrottet som syns på högens södra del har uppkommit genom en sekundär skada (se de här redovisade översiktliga bilderna). En grav har anlagts centralt med en omgivande anläggning bestående av glest och parvis placerade klumpstenar (här kallad den inre kantkedjan). Fyra av dessa var placerade på den forntida markytan medan den femte den norra var nergrävd och rest med en tydlig lutning mot norr, eventuellt som en stävsten i ett skepp. I det störda området i väster iakttogs några klumpstenar som ursprungligen kan ha ingått i den inre kantkedjan. De är av samma typ och en av dem liknar den norra lutande stenen (stävsten i söder?). Dessa funderingar kring en eventuell skeppssättning fanns redan i samband med undersökningen, vilket illustreras av en  bild tagen i samband med ett ymnigt snöfall. Friliggande skeppssättningar eller under hög förekommer under bronsåldern. En intressant jämförelse är den skeppssättning, centralt belägen i en gravhög, som dokumenterades 1972 vid en undersökning av Ivars Kulle, fornlämning nr 5 (numera ) Övraby 5:1 nordost om Halmstad. En annan möjlighet är att den inre kantkedjan av klumpstenar varit en cirkulär anläggning, som omgärdat centralgraven. Hur denna varit utformad och om det varit en skelettgrav eller brandgrav går tyvärr inte att avgöra.
En mindre hög av de tillvaratagna grästorvorna har sedan lagts över det centrala området, vilket framgår av de upprättade profilerna (A-A1 och B-B1). Resten av högen är uppbyggd av sand. Även ett sten- och jordblandat bräm ca 3 meter brett och som högst 1 meter högt har anlagts i högens yttre del (se utgrävningsbilden överst, Sagaholmshögen under utgrävning (profil B-B1)). Bräm av sten är vanligt förekommande i gravhögar från bronsåldern. Om detta initialt har uppförts för att synas eller har byggts för att stabilisera högen av sand går inte att avgöra. Den yttre kantkedjan har sannolikt tillkommit vid en senare tillbyggnad av högen. För detta talar klumpstenarnas oregelbundna placering och att de bitvis placerats på brämets yttersta del och bitvis även ovanpå detsamma. Möjligen kan detta sammantaget indikera att en påbyggnad gjorts i samband med en sekundär begravning.

### Sagaholmshögens hällristningar
Kantkedjor har påvisats i flertalet undersökta gravhögar från bronsåldern även i form av resta stenar. Ett exempel är högen från Snickarebacken i Nymölla där en kallmur hade uppförts av mindre stenar flankerade av meterhöga resta klumpstenar. Det som skiljer Sagaholmshögen från övriga är dels att stenarna är av sandsten och dels att de placerats med en lutning utåt. Flera har frågat sig varför man har valt denna lutning som måste ha försvårat arbetet med att bygga stenkretsen. En möjlig förklaring kan vara att det är en symbolisk koppling till en ett skepps reling som man eftersträvar. Dessa lutar otvetydigt utåt. Skeppssättningen i Ivars Kulle är också uppförd av utåtlutande stenar. Även Hjortspringbåten är en intressant jämförelse i sammanhanget. Den har svagt vinklade bord och jämförs ofta med skeppsfigurerna på bronsålderns hällristningar.
På de kantställda utåt lutande sandstenshällarna från Sagaholm fanns inhuggna hällristningar. Av de 45 hällar som påträffades i ursprungligt läge fanns hällristningar på 15 av dessa. Samtliga var placerade på de kantställda hällarnas utsida (från högens centrum räknat). Denna sida var täckt av sand (kanske ursprungligen torvor) i motsats till insidan som bitvis var i direkt kontakt med brämet. Flertalet motiv bestod av hästliknande figurer och skepp med bemanning, men även människor och djur med horn förekommer.
Sandsten finns på ett flertal platser runt Vättern, bland annat vid Visingsö. Sandsten är en mjuk stenart och därför lätt att bearbeta. Sagaholmshögens sandstenshällar är huggna för att kunna passa sida vid sida. Kanterna på flertalet hällar är grovt huggna. Några har emellertid bitvis efterbearbetats för att bli jämnare. På dessa finns tydliga märken efter en dorn eller puns (ca 2 mm i diameter) sannolikt av brons. Samma prickhuggningsteknik har även använts för att framställa hällristningarna. Somliga figurer är ytligt inhuggna medan andra, framförallt skeppsskroven, är djup inhuggna. Bottnen på en del av dessa har dessutom slipats så släta att den ursprungliga prickhuggningen knappt går att skönja. Även ristning har använts. Det är stävarna på de långsmala skeppen, som endast ristats in i den mjuka sandstenen. Möjligen användes denna metod för att initialt skissa motiven.
Hällbildskonsten har förekommit över större delen av jorden under vitt skilda tider. I Norden skiljer man mellan ett nordligt och ett sydligt hällbildsområde, vilka överlappar varandra bland annat vid  Nämforsen. I norra Skandinavien finns huvudsakligen hällmålningar med naturalistiskt avbildade djur (huvudsakligen älgar). I södra Skandinavien är motiven andra (skålgropar, skepp, cirklar fotsulor m.m.). Dessa senare dateras huvudsakligen till bronsåldern. Sagaholmsristningarna tillhör denna sydliga tradition. Hällristningarna i Norden förekommer huvudsakligen på öppna berghällar. Det unika med Sagaholmsristningarna är dels att det är ett slutet fynd, dels att de tillkommit i samband med en begravning. Flera av motiven är skissartade och inte färdigbearbetade. Detta tyder på att ristningarna och själva ristandet har haft en för oss okänd symbolisk betydelse, för bronsålderns människor, vid anläggandet av gravhögen.
Skeppet är det vanligaste motivet bland bilderna i Norden, men saknas nästan helt i samtida europeiska hällristningar. Den rikliga förekomsten och de många olika typerna av skepp har givit skeppet en central roll bland de forskare, som arbetat med hällristningarnas kronologi.
När det gäller tolkningen av hällristningarnas bildvärld, det vill säga syftet med dessa, finns det många olika hypoteser. En teori som fått brett genomslag är att hällristningarna är en del av bronsålderns kosmologi med tydliga kopplingar till solens rörelser över himlavalvet under dagen. De anses även ha ingått i olika rituella sammanhang.

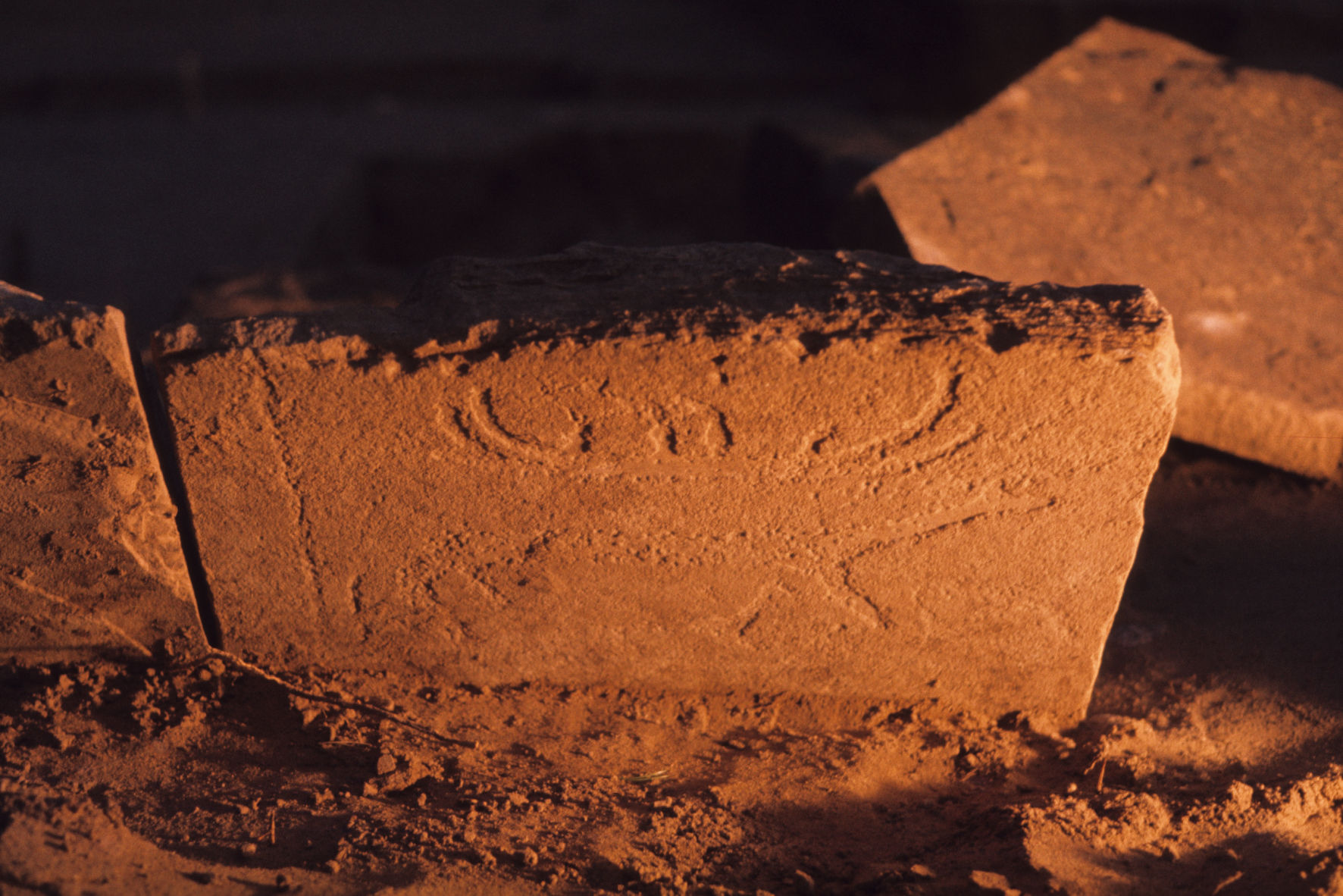
Sandstenshäll Nr 6 vid undersökningen (Foto Anders Wihlborg 1971)

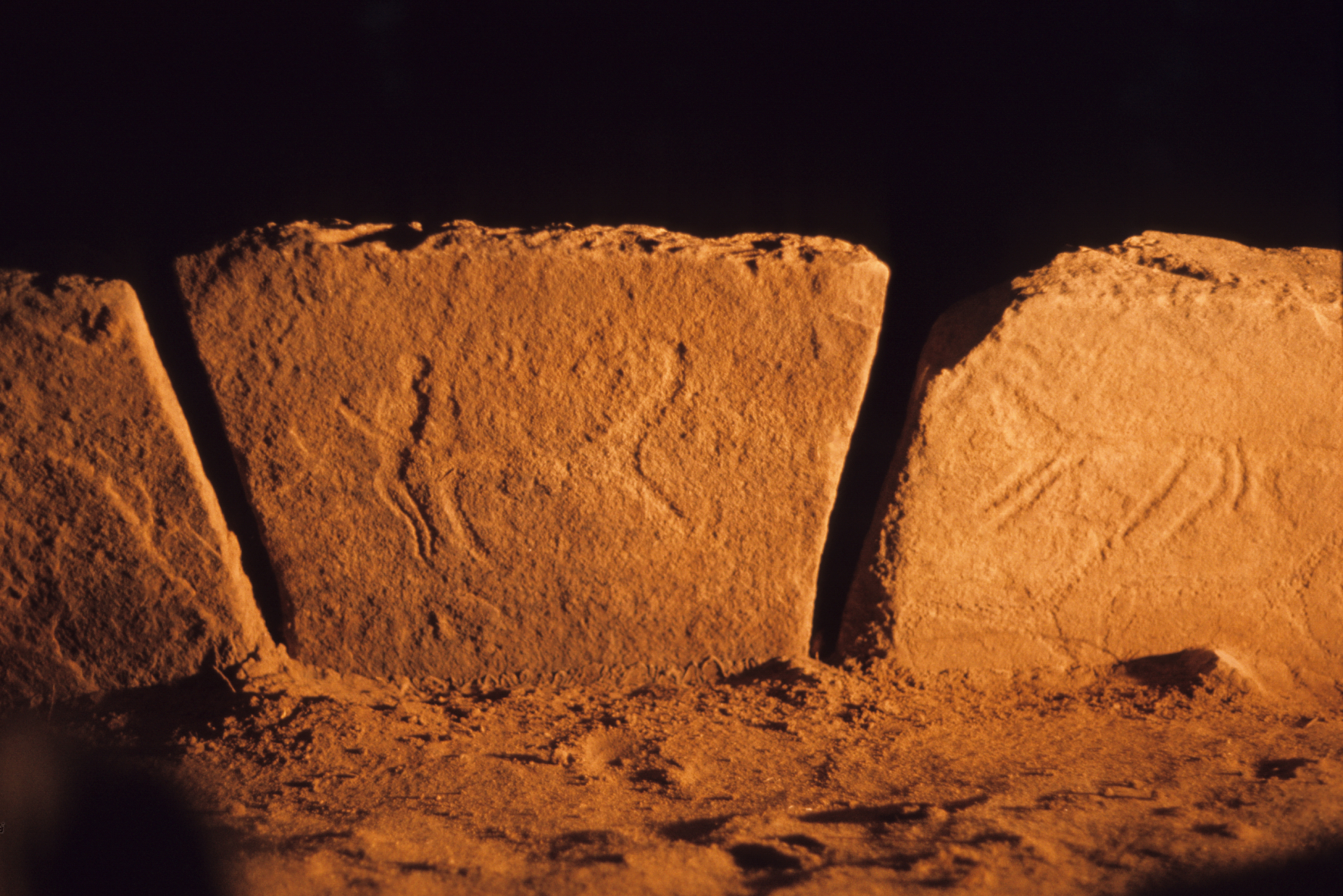
Sandstenshäll Nr 30 vid undersökningen (Foto Anders Wihlborg 1971)

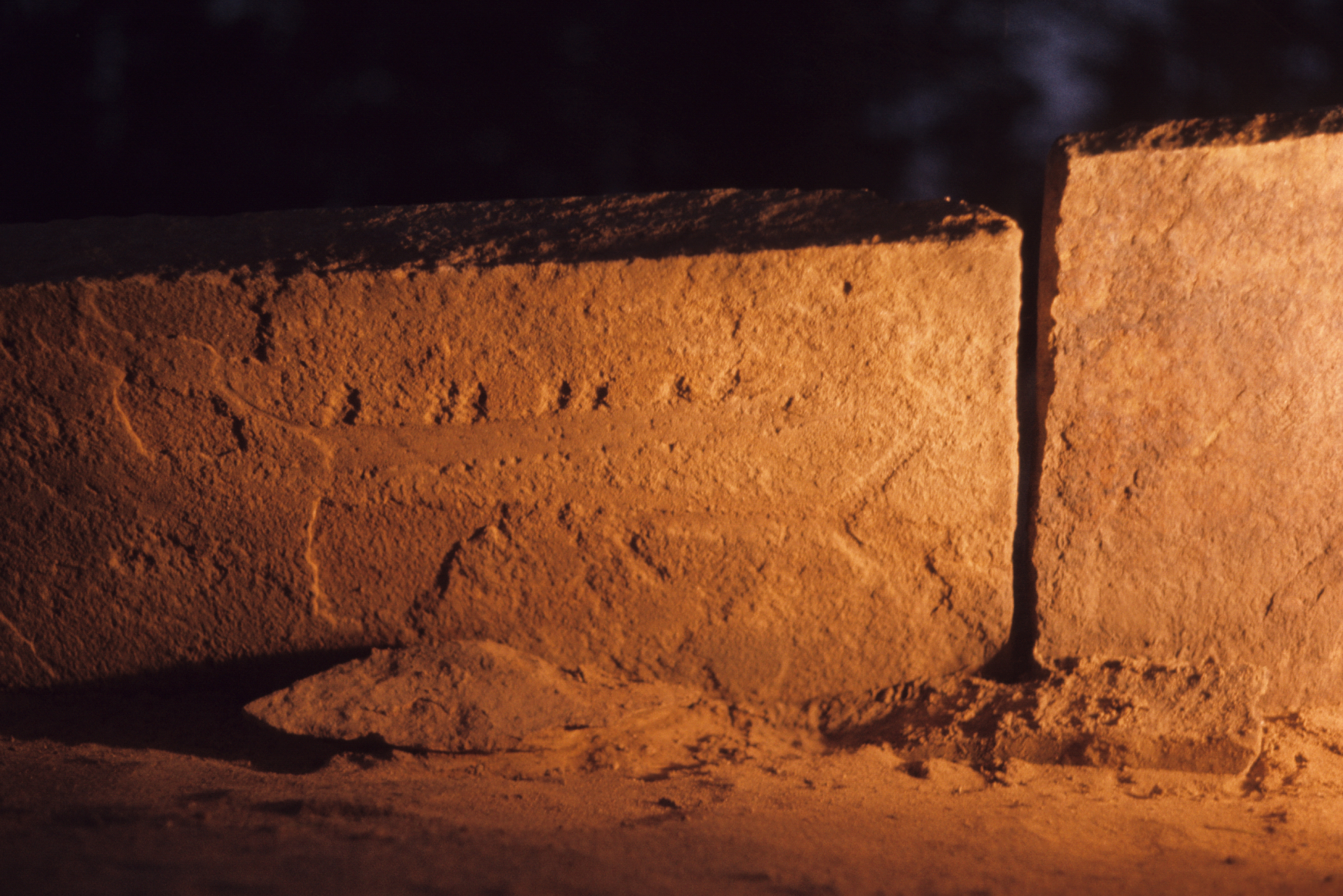
Sandstenshäll Nr 26 vid undersökningen (Foto Anders Wihlborg 1971)

### Den arkeologiska undersökningens personal
Undersökningen genomfördes av Anders Wihlborg och personal från Jönköpings kommuns gatukontor.

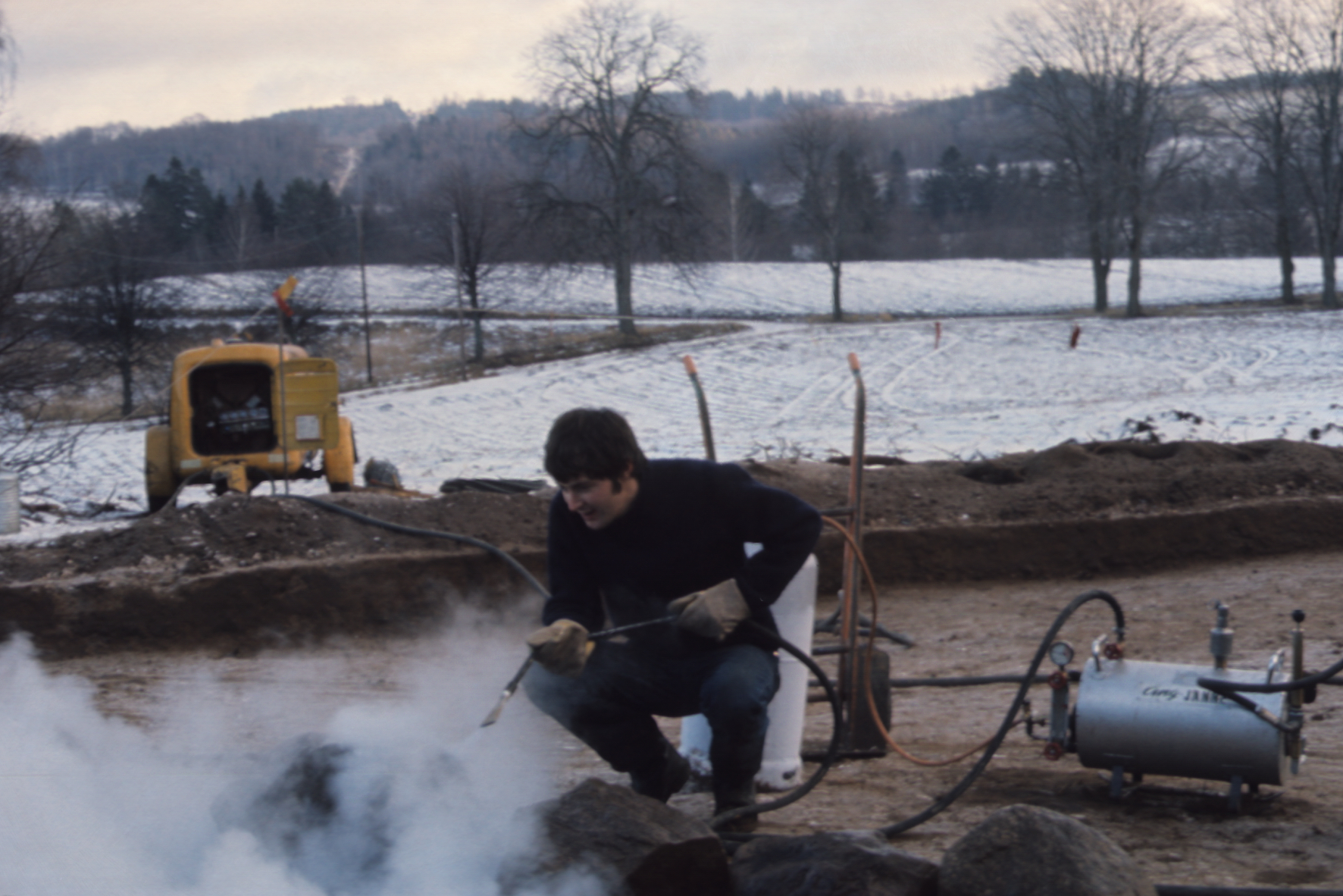
Anders Wihlborg under utgrävningen av Sagaholmshögen 1971 (Foto Personal från Jönköpings kommun1971)

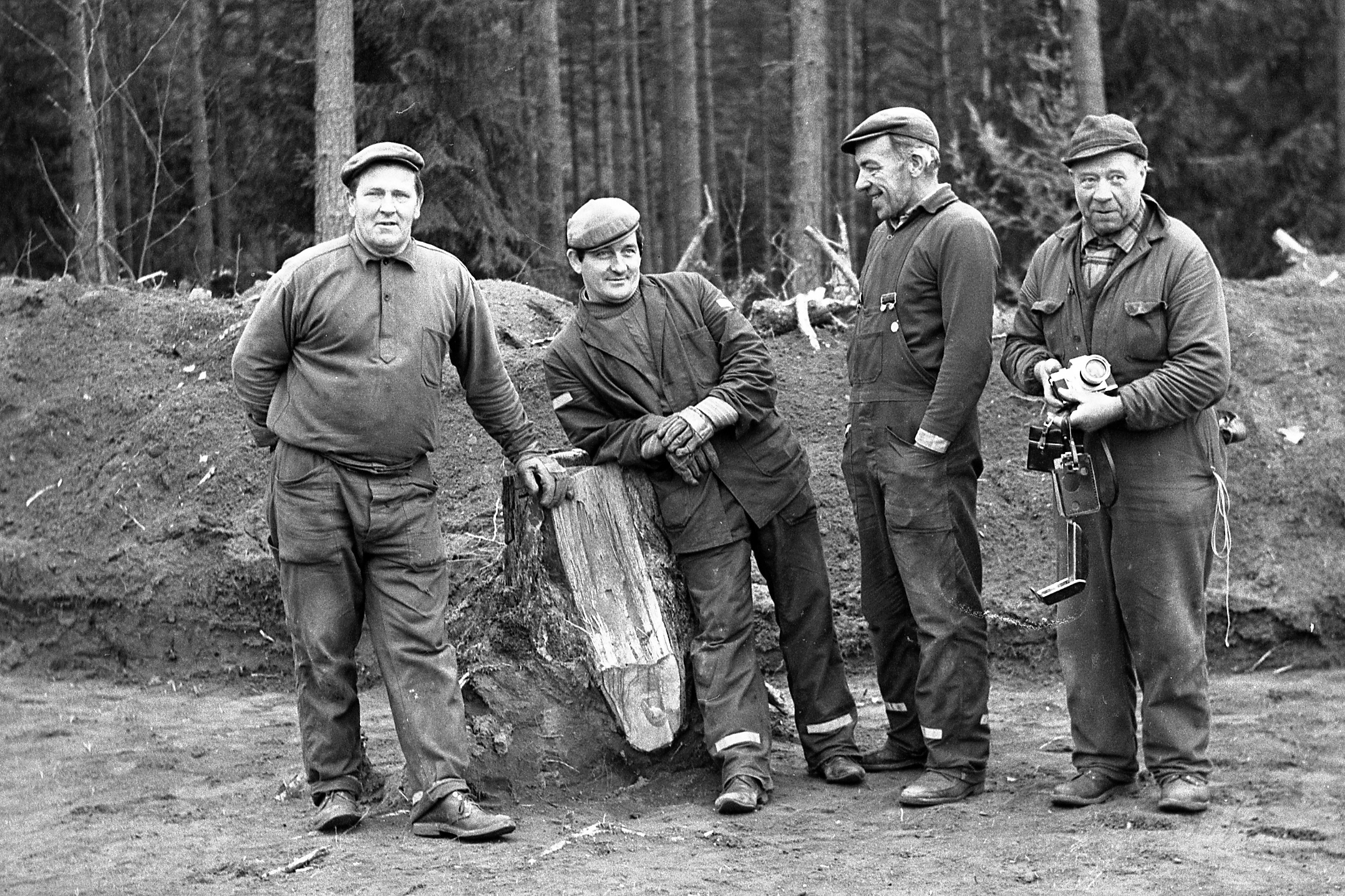
Personal från Jönköpings kommun, från vänster Erland Wall, Sune Damberg, Sven Forsberg och Sven Fred (Foto Anders Wihlborg 1971)